# اس‌سی‌ام هولدینگز
اس‌سی‌ام هولدینگز (به انگلیسی: SCM Holdings) شرکت هلدینگ اوکراینی است، که در زمینه ارائه خدمات مالی، تولید و توزیع انرژی، استخراج معادن و فلزات، خدمات مخابرات و مدیریت رسانه‌های گروهی فعالیت می‌نماید.
شرکت اس‌سی‌ام هولدینگز در سال ۲۰۰۰ توسط رینات آخمتوف راه‌اندازی شد و در حال حاضر بزرگترین شرکت اوکراینی می‌باشد و مالک شرکت‌هایی چون؛ مت‌اینوست، دی‌تک، استا هلدینگ، دنیپروانرگو، دی‌تی‌ئی‌کی، زاپوریژستال و زاخیدانرگو محسوب می‌شود.
دفتر مرکزی این شرکت در شهر دونتسک، اوکراین قرار دارد. رینات آخمتوف با در اختیار داشتن ۱۰۰٪ سهام اس‌سی‌ام، سهام‌دار اصلی این شرکت محسوب می‌شود.